# Schwarziana
Schwarziana (лат.) — род безжальных пчёл, из трибы Meliponini семейства Apidae. Назван в честь гименоптеролога H. F. Schwarz. Не используют жало при защите. Хотя жало у них сохранилось, но в сильно редуцированном виде. Эндемик Южной Америки.

## Распространение
Неотропика: Аргентина, Бразилия, Парагвай.

## Классификация
Известно 2 вида. Первоначально таксон был описан в качестве подрода рода Trigona.
- Schwarziana mourei Melo, 2003
- Schwarziana quadripunctata (Lepeletier, 1836) typus